# 2006 ワールド・ベースボール・クラシック イタリア代表
2006 ワールド・ベースボール・クラシック イタリア代表（2006 - イタリアだいひょう）は、2006年に開催された第1回ワールド・ベースボール・クラシックに出場した、野球のイタリア代表チームである。監督はマット・ギャランティ。MLBヒューストン・アストロズでGM特別補佐を務める人物である。

## 経緯
大会既定上、選手がイタリア国籍を持っていなくても、選手の親が「イタリア生まれ」か「イタリア国籍保持者」なら代表への参加資格をもつ。更に、イタリアは二重国籍を容認しているので、マイク・ピアッツァやヴァル・パスクチのようにアメリカとの二重国籍を持つ選手が多数招集された。編成としては米球界でプレーするイタリア系アメリカ人を中心に国内リーグ・セリエAでプレーするイタリア代表常連（こちらもイタリア系中心）に構成されている。
ドミニカ共和国、ベネズエラという強豪2ヶ国に敗れ、第1ラウンドで姿を消した。

## 最終成績
第1ラウンド敗退（大会通算成績：1勝2敗）

### 第1ラウンド
POOL D で1勝2敗の3位に終わり、敗退。
- 3月7日：オーストラリア戦（クラッカー・ジャック・スタジアム / 2時間16分 / 8,099人）

|                       | 1 | 2 | 3 | 4 | 5 | 6 | 7 | 8 | 9 | 計 | H  | E |
| オーストラリア（1敗） | 0 | 0 | 0 | 0 | 0 | 0 | 0 | - | - | 0  | 1  | 2 |
| イタリア（1勝）       | 0 | 3 | 1 | 1 | 2 | 2 | 1 | - | - | 10 | 12 | 1 |
勝：ジェイソン・グリーリ（1勝）　敗：ジョン・スティーブンス（1敗）
本塁打：[イタリア]　マーク・サッコマーノ1号（2ラン、アダム・ブライト）　ビンス・シニッシ1号（2ラン、リッチ・トンプソン）
イタリアがWBC初戦で10－0のコールド勝ち。打線は2回以降毎回得点を記録し、投手陣もジェイソン・グリーリとリカルド・デ・サンティスがオーストラリアを完封した。
- 3月8日：ベネズエラ戦（クラッカー・ジャック・スタジアム / 2時間48分 / 10,101人）

|                      | 1 | 2 | 3 | 4 | 5 | 6 | 7 | 8 | 9 | 計 | H | E |
| イタリア（1勝1敗）   | 0 | 0 | 0 | 0 | 0 | 0 | 0 | 0 | 0 | 0  | 2 | 1 |
| ベネズエラ（1勝1敗） | 1 | 0 | 1 | 1 | 1 | 0 | 2 | 0 | X | 6  | 9 | 2 |
勝：フレディ・ガルシア（1勝）　敗：レニー・ディナルド（1敗）
本塁打：[ベネズエラ]　ミゲル・カブレラ2号（ソロ、ケイシー・オレンバーガー）
前日に完封勝ちしたイタリアがこの日は逆に完封負けを喫す。ベネズエラ先発のフレディ・ガルシアの前に3回1/3を1安打0点に抑えられ、その後もまったく打てなかった。
- 3月9日：ドミニカ共和国戦（クラッカー・ジャック・スタジアム / 2時間39分 / 9,949人）

|                       | 1 | 2 | 3 | 4 | 5 | 6 | 7 | 8 | 9 | 計 | H  | E |
| イタリア（1勝2敗）    | 1 | 0 | 2 | 0 | 0 | 0 | 0 | 0 | 0 | 3  | 5  | 2 |
| ドミニカ共和国（2勝） | 2 | 0 | 2 | 0 | 3 | 0 | 1 | 0 | X | 8  | 11 | 0 |
勝：オダリス・ペレス（1勝）　敗：トニー・フィオーレ（1敗）
本塁打：[ドミニカ共和国]　アルバート・プホルス1号（2ラン、トニー・フィオーレ）　エイドリアン・ベルトレ3号（3ラン、リカルド・デ・サンティス）　モイゼス・アルー1号（ソロ、アレッサンドロ・マエストリ）
初回に1点を先制し、1点ビハインドの3回にも逆転打でリードを奪ったイタリアだったが、ドミニカ共和国の強力打線を抑えることができずに敗戦。1次リーグを1勝2敗で終えた。

## 出場メンバー
|        | 背番号 | 氏名                                            | 所属球団                         | 投 | 打 | 備考               |
| ------ | ------ | ----------------------------------------------- | -------------------------------- | -- | -- | ------------------ |
| 監督   | 39     | マット・ギャランティ Matt Galante               |                                  |    |    |                    |
| 投手   | 13     | ジョン・マンジェリ John Mangieri                | T&Aサンマリノ                    | 右 | 右 |                    |
| 投手   | 17     | アレッサンドロ・マエストリ Alex Maestri         | ボイシ・ホークス                 | 右 | 両 |                    |
| 投手   | 22     | トニー・フィオーレ Tony Fiore                   | トレド・マッドヘンズ             | 右 | 右 |                    |
| 投手   | 28     | ファビオ・ミラノ Fabio Milano                   | イタレリ・ボローニャ             | 左 | 左 |                    |
| 投手   | 36     | マルク・ラマッキア Marc LaMacchia               | ベーカーズフィールド・ブレイズ** | 右 | 右 |                    |
| 投手   | 37     | デビッド・ロランディーニ David Rollandini       | プリンク・グロッセート           | 右 | 右 |                    |
| 投手   | 38     | トッド・インカンタルポ Todd Incantalupo         | イタレリ・ボローニャ             | 左 | 左 |                    |
| 投手   | 40     | ケイシー・オレンバーガー Kasey Olenberger       | ソルトレイク・ビーズ             | 右 | 右 |                    |
| 投手   | 43     | リカルド・デ・サンティス Riccardo De Santis     | プリンク・グロッセート           | 右 | 右 |                    |
| 投手   | 45     | マイク・ギャロ Mike Gallo                       | ヒューストン・アストロズ         | 左 | 左 |                    |
| 投手   | 49     | ジェイソン・グリーリ Jason Grilli               | デトロイト・タイガース           | 右 | 右 |                    |
| 投手   | 53     | フィル・バルジラ Phil Barzilla                  | ラウンドロック・エクスプレス     | 左 | 左 |                    |
| 投手   | 55     | レニー・ディナルド Lenny DiNardo                | ボストン・レッドソックス         | 左 | 左 |                    |
| 投手   | 58     | ダン・ミセリ Dan Miceli                         | タンパベイ・デビルレイズ         | 右 | 右 | 元読売ジャイアンツ |
| 捕手   | 14     | マット・チェリアニ Matt Ceriani                 | ネットゥーノ・ベースボールクラブ | 右 | 右 |                    |
| 捕手   | 20     | トーマス・グレゴリオ Thomas Gregorio            | サンアントニオ・ミッションズ     | 右 | 右 |                    |
| 捕手   | 31     | マイク・ピアッツァ Mike Piazza                  | サンディエゴ・パドレス           | 右 | 右 |                    |
| 内野手 | 1      | ジャック・サントラ Jack Santora                 | ニューアーク・ベアーズ           | 右 | 両 |                    |
| 内野手 | 4      | フランク・メネキーノ Frank Menechino            | ルイビル・バッツ                 | 右 | 右 |                    |
| 内野手 | 6      | トニー・ジアラターノ Tony Giarratano            | エリー・シーウルブズ             | 右 | 両 |                    |
| 内野手 | 15     | ビンス・シニッシ Vince Sinisi                   | フリスコ・ラフライダーズ         | 左 | 左 |                    |
| 内野手 | 18     | マーク・サッコマーノ Mark Saccomanno            | コーパスクリスティ・フックス     | 右 | 右 |                    |
| 内野手 | 26     | ハイロ・ラモス・ジッツィ Jairo Ramos Gizzi      | プリンク・グロッセート           | 右 | 右 |                    |
| 内野手 | 34     | ダビデ・ダロスペダーレ Davide Dallospedale      | イタレリ・ボローニャ             | 右 | 右 |                    |
| 内野手 | 42     | クラウディオ・リベルジャーニ Claudio Liverziani | イタレリ・ボローニャ             | 右 | 左 |                    |
| 外野手 | 3      | ジェームズ・ブッチェリ James Buccheri           | リミニ・ベースボールクラブ       | 右 | 右 |                    |
| 外野手 | 24     | ダスティン・デルーチ Dustin Delucchi            | ポートランド・ビーバーズ         | 左 | 左 |                    |
| 外野手 | 25     | ピーター・ゾッコリーロ Peter Zoccolillo         | **                               | 右 | 左 |                    |
| 外野手 | 27     | フランク・カタラノット Frank Catalanotto        | トロント・ブルージェイズ         | 右 | 左 |                    |
| 外野手 | 35     | ヴァル・パスクチ Val Pascucci                   | 千葉ロッテマリーンズ             | 右 | 右 |                    |

- *は英語版、**は所属不明。